# MBank
mBank (до ноября 2013 BRE Bank) — коммерческий банк в Польше. Банк был известен своими розничными брендами mBank и MultiBank. В 2019 году банк занимал 4-е место по объёму активов среди банков Польши.  Котируется на Варшавской фондовой бирже и входит в индекс WIG 20.

## История
Банк был основан в декабре 1986 года как Банк развития экспорта (пол. Bank Rozwoju Eksportu). В 1990 году начался процесс приватизации банка посредством публичного предложения акций на фондовом рынке. В 1991 году созданы первые компании группы: Biuro Maklerskie BRE Brokers (ныне Dom Inwestycyjny BRE Banku) и BRE Services (ныне BRE Leasing).
В 1992 году банк был приватизирован, основными совладельцами банка стали Commerzbank, Banca Commerciale Italiana, Erste Bank. В октябре того же года банк вышел на Варшавскую фондовую биржу. В 1998 году BRE Bank объединился с Польским Банком Развития (пол. Polski Bank Rozwoju).
22 июля 1999 года правления BRE Bank и Bank Handlowy официально объявили о намерении объединиться. Если бы план осуществился, то в Польше произошло бы самое крупное слияние банков, а новый банк стал бы самым большим по объёму капитала и самым крупным по обслуживанию корпоративных клиентов.
Для повышения конкурентоспособности руководством BRE Bank было принято решение о вхождении банка на рынок обслуживания индивидуальных клиентов. Для реализации данного плана в 2000 году был создан бренд mBank, а в 2001 году — MultiBank. С 2007 года mBank начал оказывать услуги на территории Чехии и Словакии.
В 2013 году стал одним из шести польских банков, заключивших соглашение о создании совместной системы мобильных платежей, запущенной 9 февраля 2015 года под торговой маркой Blik.
В сентябре 2019 года главный акционер mBank – Commerzbank – объявил о намерении продать свои акции, но в мае 2020 года передумал.

## Собственники и руководство

### Акционеры
Основным акционером mBank является Commerzbank, который с 30 сентября 2011 года владеет 69,71 % акций. Немецкий банк стал акционером банка в 1995 году (21 % акций), а в результате постепенного расширения своего присутствия в капитале банка с 2000 года владел 50 % акций, с 2003 года — 72 %, с 2008 года — 70 % акций компании.

### Председатели правления
- Кшиштоф Шварц (декабрь 1986—1998)
- Войцех Костшева (1998—2004)
- Славомир Ляховский (2004—2008)
- Мариуш Грендович (2008—2010)
- Цезарий Стыпулковский (с 2010 года)